# Poupry
Poupry – miejscowość i gmina we Francji, w Regionie Centralnym, w departamencie Eure-et-Loir.
Według danych na rok 1990 gminę zamieszkiwały 103 osoby, a gęstość zaludnienia wynosiła 7 osób/km² (wśród 1842 gmin Centre, Poupry plasuje się na 1029. miejscu pod względem liczby ludności, natomiast pod względem powierzchni na miejscu 895.).